# Makian (lud)
Makian, także Makean – autochtoniczna ludność wyspy Makian w prowincji Moluki Północne we wschodniej Indonezji. Wielka Encyklopedia Rosyjska podaje, że ich łączna populacja wynosi 80–85 tys. osób.
Dzielą się na dwie grupy – wschodnią i zachodnią – używające wzajemnie niezrozumiałych języków. Historycznie panowały między nimi wrogie relacje. Posługują się językiem makian wschodnim (taba, makian dalam) z wielkiej rodziny austronezyjskiej bądź niespokrewnionym makian zachodnim (moi, makian luar) z grupy języków północnohalmaherskich. Jako środki komunikacji międzyetnicznej przyjęły się języki ternate i indonezyjski, a także lokalny malajski, który współcześnie dominuje w tej roli.
Grupa zachodnia (Makian Luar) jest bardzo odrębna językowo od pozostałych grup etnicznych regionu. Przez dłuższy czas klasyfikacja ich języka pozostawała nierozstrzygnięta. Z czasem ustalono jednak, że ludność Makian Luar dzieli pokrewieństwo językowe z ludami północnej Halmahery (jednakże ich język jest izolatem w ramach swojej rodziny).
Od XVII w. znajdowali się pod wpływem politycznym Sułtanatu Ternate. W przeważającej mierze wyznają islam. W społeczności funkcjonuje system patrylinearnych klanów (soa lub soan). Panuje egzogamia, czyli zwyczaj zawierania małżeństw poza własnym klanem; tradycyjnie była znana endogamia. Małżeństwo ma charakter patrylokalny. Z islamem współistnieją tradycyjne praktyki, bazujące na animizmie i instytucji szamanów. Panuje wiara w moc wiedźm (guo). Wymawianie imion zmarłych stanowi tabu (w języku taba zwane aroah).
Zajmują się głównie rolnictwem (orzechy kokosowe, owoce kanarecznika, goździki, gałka muszkatołowa, kakao; na potrzeby wewnętrzne – maniok, pochrzyn, taro) i rybołówstwem. Podstawowym pożywieniem jest sago (sprowadzane z innych wysp), pewną rolę odgrywa też ryż. Mięso spożywa się sporadycznie, zwykle w czasie świąt.
Słyną z dużej mobilności, na co wpływają czynniki ekonomiczne i zagrożenie wulkaniczne. Część ludności wyspy osiedliła się w regionie Malifut na Halmaherze, w ramach programu rządowego uruchomionego w 1975 roku. Zamieszkują również południowo-zachodnie wybrzeże Halmahery (m.in. region Gita) oraz okoliczne wyspy północnych Moluków, m.in. Moti, Kayoa, Ternate, Tidore i Bacan. Dodatkowe skupiska ludności Makian występują w indonezyjskiej części Nowej Gwinei, na wyspie Sulawesi (zwłaszcza w rejonie miasta Manado), na wyspie Ambon oraz w Dżakarcie.